# Ваня Дерменджиєва
Ваня Дерменджиєва (3 грудня 1958) — болгарська баскетболістка.
Учасниця Олімпійських Ігор 1980, 1988 років.
Срібна призерка Олімпійських ігор 1980 року.